# Менон IV
Менон IV (грец. Mένων; д/н — 321 до н. е.) — тетрарх Фарсалу, один з очільників антимакедонської коаліції.

## Життєпис
Походив з роду Менонідів. Про батьків та молоді роки обмаль відомостей. Десь напочатку 320-х рокі вдо н. е. зумів відсторонити від влади над Фарсалом Сізіфа II з роду Агіадів. За свідченням Плутарха мав високий авторитет не лише серед містян Фарсалу, а й інших міст Фессалії.
322 року до н. е. під час Ламійської війни підтримав Афіни, що повстали проти Македонії. Сприяв успіху афінського стратега Леосфена над Антипатром в битві біля Гераклеї. За цим брав участь у боях біля ламії. У вирішальній битві біля Краннону фессалійська кіннота Менона здолала македонян, проте піхота останніх перемогла афінян та їх союзників. Внаслідок чого почалися мирні перемовини, за якими коаліційне військо на вимогу Антипатра було розпущено.
321 року до н.е з початком повстання в Етолії Менон знову виступив проти македонян. Втім не встиг з'єднатися з союзниками, зрештою зазнавши поразки від Полісперхона. В цій битві Менон загинув.

## Родина
- Фтія, дружина Еакіда, царя Епіру